# Protosuberites geracei
Protosuberites geracei är en svampdjursart som först beskrevs av van Soest och Sass 1981.  Protosuberites geracei ingår i släktet Protosuberites och familjen Suberitidae. Inga underarter finns listade i Catalogue of Life.